# Sometime Samurai
Sometime Samurai è una canzone del produttore giapponese Tōwa Tei in collaborazione con la cantante australiana Kylie Minogue.
Il brano è stato estratto dall'album Flash nel 2005, seppur la canzone sia stata originariamente scritta nel 1996, durante le sessioni di registrazione dell'album Impossible Princess della Minogue, insieme al singolo GBI (German Bold Italic). Sometime Samurai è poi stata finita nel 2004 a Londra, per cui Kylie ha registrato nuovamente le proprie strofe.

## Descrizione

### Antefatti e composizione
Il brano, scritto da Kylie e Towa, è ispirato e dedicato a Stéphane Sednaoui, allora fidanzato della Minogue. La Minogue definisce Sednaoui nel testo come "l'uomo del momento" e lo paragona ad un samurai, esprimendo così la sua ammirazione e la sensazione di protezione che riceve dal suo amante.
Sometime Samurai è rimasta incompleta per otto anni, finché Tei non ha iniziato a lavorare al suo quinto album in studio, intitolato Flash, verso la fine del 2003. Il produttore scrive quindi un’email alla Minogue, esprimendo il desiderio di includere il brano nel suo nuovo album. Minogue accetta immediatamente l'offerta e Tei si reca perciò a Londra nel 2004 per registrare la canzone con la popstar, in una sessione durata circa tre ore. Tei nota come la voce di Minogue sia maturata rispetto alla registrazione originale, affermando che il risultato superava la demo del 1996. “Forse il 1997 era troppo presto per pubblicarla,” ha affermato Tei, “ma spero che il mondo sia pronto adesso!”. Sometime Samurai è stata la prima traccia completata per Flash, pubblicato nell’aprile 2005.
Il brano è stato menzionato per la prima volta nel libro del 2002 Kylie: La La La, in cui William Baker confronta Sometime Samurai con Cowboy Style, dal momento che entrambe le canzoni incorporano elementi delle religioni orientali per rappresentare Sednaoui, suggerendo la sua profonda influenza sulla Minogue.

### Produzione
Musicalmente, Sometime Samurai è un brano rock che fonde elementi di musica house. È scritto in tonalità di re minore e ha un tempo di 118 battiti al minuto. La traccia mescola chitarre elettriche, ritmi house in quattro quarti e sonorità flessibili di sitar. Durante una prova microfono di Minogue, il produttore registrò un momento in cui lei si presentava in giapponese, dicendo "ワタシノナマエハカイリーデス" ("Mi chiamo Kylie"). Questa breve registrazione è stata poi inserita nell’introduzione del brano.

## Video musicale
Il videoclip della canzone, diretto da Daniel Gorrel e montato da Evan Andrews, mostra due artisti di graffiti mentre girano in motorino. Kylie non compare nel video, dal momento che era al tempo impegnata con lo Showgirl: The Greatest Hits Tour. Il video è stato nominato come "Best Dance Video" agli MTV Video Music Awards Japan del 2006, vinto però dai Gorillaz per Feel Good Inc.
Il videoclip è poi stato diffuso su YouTube da Tei nel 2014.
Nel 2008, Minogue realizza un video interludio di Sometime Samurai per la tournée KylieX2008, durante il segmento Naughty Manga Girl. Per l’occasione, indossa un vivace kimono rosa firmato Jean-Paul Gaultier, una voluminosa parrucca bionda e un trucco ispirato alla porcellana, con base bianca, eyeliner marcato e ombretto rosa. Un’immagine promozionale tratta dal set fu pubblicata in anticipo per promuovere il tour. Il video è poi stato distribuito nel dvd KylieX2008 at the O2 Arena.

## Pubblicazione
Sometime Samurai è stato pubblicato come singolo promozionale per le radio in Giappone nel 2005. Il brano ottiene una forte rotazione su J-Wave, emittente radiofonica commerciale di Tokyo, tra febbraio e maggio 2005. Alla fine dell’anno, risulta essere la 47ª canzone più trasmessa dalla stazione.

### Tracce
1. "Sometime Samurai" (Radio edit) – 3:39